# Raimo Hirvonen
Raimo Hirvonen (* 20. července 1957, Sääminki, Finsko) je bývalý finský lední hokejista hrající na pozici obránce.
Finsko reprezentoval na Kanadském poháru 1981 a na MS 1982. S týmem IFK Helsinky se dvakrát stal vítězem finské hokejové ligy.